# Ronde van Berlijn
De Ronde van Berlijn was een meerdaagse wielerwedstrijd die werd verreden in de Duitse deelstaat Berlijn. Van 1953-1989 geschiedde dit in West-Berlijn, Bondsrepubliek Duitsland, vanaf 1990 in Duitsland.
Tot en met 2000 werd de wedstrijd onder de naam “Berliner (Vier-)Etappenfahrt” verreden. Sinds 2005 maakt de koers onderdeel uit van de UCI Europe Tour in de categorie 2.2U. Dit houdt in dat hij enkel toegankelijk is voor renners onder de 23 jaar (beloften). Tot 2005 mochten alle profs echter deelnemen.
De editie van 2017 werd om organisatorische reden geannuleerd en ook in 2018 is de koers niet georganiseerd. De Ronde van Berlijn moet niet verward worden met de Rund um Berlin, een van de oudste wielerklassiekers van de wereld, die tot 2008 werd georganiseerd.

## Lijst van winnaars

### Meervoudige winnaars
| Zeges | Renner          | Land                     | Jaren                  |
| ----- | --------------- | ------------------------ | ---------------------- |
| 4     | Burkhard Ebert  | Bondsrepubliek Duitsland | 1966, 1967, 1969, 1971 |
| 2     | Morten Sæther   | Noorwegen                | 1979, 1983             |
| 2     | Jan Bo Petersen | Denemarken               | 1992, 1995             |

### Overwinningen per land
| Zeges | Land                                                                   |
| ----- | ---------------------------------------------------------------------- |
| 30    | (West-)/Duitsland                                                      |
| 6     | België, Nederland                                                      |
| 5     | Denemarken                                                             |
| 3     | Italië, Noorwegen                                                      |
| 2     | Zweden                                                                 |
| 1     | Australië, Finland, Frankrijk, Litouwen, Verenigde Staten, Zwitserland |